# Martin Andreasson
Martin Andreasson (* 1. Oktober 1970 in Malmö) ist ein schwedischer Autor und Politiker der Liberalerna.
Von 2002 bis 2006 war Andreasson Abgeordneter im Schwedischen Reichstag. Andreasson ist mit seinem Ehemann Patrick verheiratet. Seit 2001 ist er der Vorsitzende der liberalen LGBT-Vereinigung.

## Werke (Auswahl)
- 1996: Öppenhet och motstånd
- 2000: Homo i folkhemmet